# 1855

## Esdeveniments
Països Catalans
- 2 de juliol - Barcelona: s'hi fa la primera vaga general obrera de Catalunya i d'Espanya.[1]
- 14 de setembre - Barcelona: Fundació de La Maquinista Terrestre i Marítima.[2]
- 22 d'octubre - Espanya: entra en vigor un reial decret que crea un jutjat de pau en cada municipi.

Resta del món
- 15 de maig - 
  - París: S'hi inaugura l'Exposició Universal de París, amb «productes de l'agricultura, de la indústria i les belles arts».[3]
  - Anglaterra: es produeix un gran robatori d'or a la carretera de Folkestone.
- 15 de novembre - París: S'hi clausura l'Exposició Universal de París.[3]

## Naixements
Països Catalans
- 7 de gener - Barcelona: Raimon Casellas i Dou, periodista, crític d'art, narrador modernista i col·leccionista català.
- 9 de gener - Reus: Eduard Toda i Güell, diplomàtic, egiptòleg, antropòleg, escriptor, historiador, bibliògraf i filantrop català (m. 1941).
- 6 de març - Barcelona: Joana Valls, modista catalana, una de les més rellevants del tombant del s. XX (m. 1935).[4]
- 18 de març - Sabadell, Província de Barcelona: Francesc de Paula Xercavins i Rius, psiquiatre català (m. 1937).
- 4 de juny - València: Josep Martínez Aloy, historiador i polític valencià (m. 1924).
- 30 de setembre - València: Josep Benlliure i Gil, pintor valencià (m. 1937).[5]

Resta del món
- 19 de gener - Graz, Estíria: Marianne Stokes, pintora austríaca de l'Anglaterra victoriana i pre-rafaelita (m. 1927).[6]
- 24 de març - Wittebergen, Colònia del Cap [actualment a Sud-àfrica]: Olive Schreiner, escriptora sud-africana (m. 1920)[7]
- 1 de maig - Filadèlfia, Pennsylvania: Cecilia Beaux, pintora retratista de societat nord-americana (m. 1942).[8]

- 15 de maig - Schloss Tels-Paddern, Curlàndia: Eduard von Keyserling, novel·lista i dramaturg  germanobàltic, exponent de l'impressionisme literari.
- 22 de maig - Gijón: Julia Alcayde Montoya, pintora espanyola.[9]
- 25 de maig - Cummertrees: Florence Dixie, viatgera i escriptora escocesa, corresponsal de guerra i feminista (m. 1905).[10]
- 26 de maig - Pàdua: Vittoria Aganoor, poetessa italiana (m. 1910).[11]
- 5 de juny - Police nad Metují: Hanuš Wihan, violoncel·lista i compositor txec.
- 23 de juny - Dieppe, Normandia, França: Maude Valérie White, compositora anglesa (m. 1937).[12]
- 18 d'agost - Barcelona: Teresa Gelats i Grinyó, recuperà cançons populars i tradicionals catalanes (m. 1937).[13]
- 17 de desembre - La Haia, Països Baixos: Suze Robertson, pintora neerlandesa (m. 1922).[14]
- Paraguai: Ángel Menchaca, músic i periodista.

## Necrològiques
Països Catalans
- 27 de febrer - Sencelles: Francinaina Cirer i Carbonell, beata mallorquina (n. 1781).
- 17 de març - Madrid: Ramon Carnicer i Batlle, compositor català d'òpera, mestre de música i l'autor de l'himne nacional de Xile.
- 2 de juliol - Barcelona, Josep Sol i Padrís, advocat, industrial, periodista i polític proteccionista català.

Resta del món
- 26 de gener - París, França: Gérard de Nerval, poeta, assagista i traductor francès (n. 1808).
- 23 de febrer - Göttingen, Regne de Hannover: Carl Friedrich Gauß, matemàtic i científic alemany (n. 1777).
- 10 de març - Trieste, Itàlia: Carles Maria Isidre de Borbó, germà de Ferran VII d'Espanya (n.Madrid, Espanya, 1788).
- 31 de març - Haworth, Yorkshire, Anglaterra: Charlotte Brontë, escriptora anglesa (n. 1816).[15]
- 4 d'octubre: Timofei Nikolàievitx Granovski fou un historiador rus, particularment de l'edat mitjana.
- 29 d'octubre, Varsòvia: Ludwika Chopin, música i escriptora polonesa, germana de Chopin, curadora de la seva obra (n.1807).[16]
- 11 de novembre - Copenhaguen (Dinamarca): Søren Kierkegaard, filòsof danès, considerat el primer filòsof existencialista (n. 1813).
- 15 de desembre
  - Lisboa: Ferran II de Portugal, conegut com a Ferran II el Rei-Artista, rei de Portugal (1837-1853) i regent del Regne (1853-1855).
  - París, (França): 'Jacques Charles François Sturm, matemàtic francès.

- Stephan Franz, compositor austríac del Romanticisme.